# Inji Efflatoun

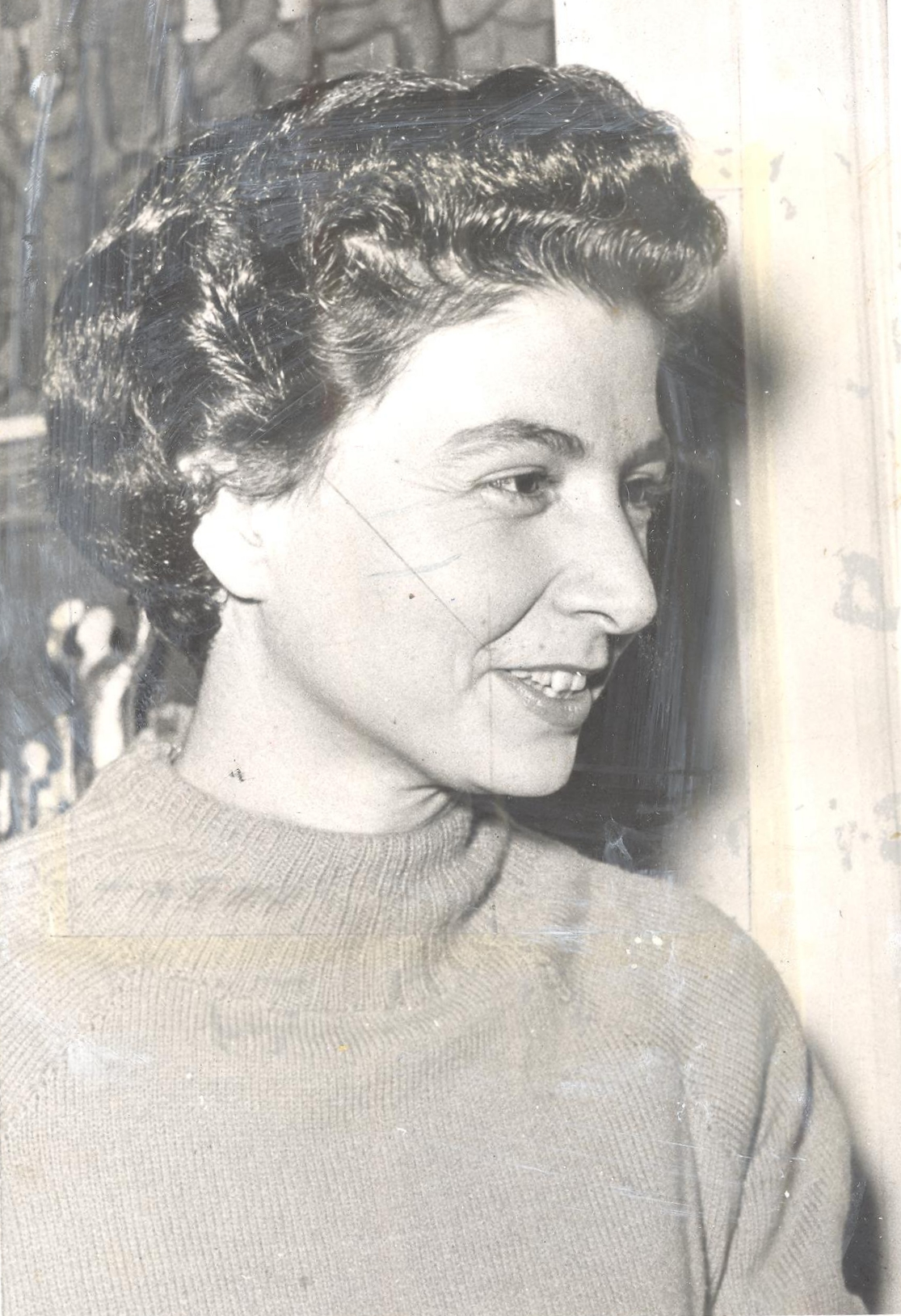
Inji Efflatoun

Inji Efflatoun (auch Eflatoun, Aflatoun; * 16. April 1924 in Kairo; † 17. April 1989 ebd.) war eine ägyptische Malerin, politisch-feministische Aktivistin und Autorin. Sie gilt als wichtige Vertreterin der Arabischen Moderne und war eine der am meisten ausgestellten Künstlerinnen Ägyptens.

## Leben
Inji Efflatoun wurde 1924 als zweite Tochter in eine wohlhabende und gebildete Familie in Kairo geboren. Ihre Mutter Salha Efflatoun war Mitglied im Frauenkomitee des Roten Halbmondes und später Modeunternehmerin sowie erste ägyptische Modedesignerin. Ihr Vater Hassan C. Efflatoun war Dekan an der Universität Kairo. Nach der Scheidung der Eltern wuchsen die Mädchen seit ihrer jüngsten Kindheit bei ihrer alleinerziehenden, berufstätigen Mutter auf.
Nach dem Besuch einer katholischen Mädchenschule in Kairo wechselte sie auf ein französisches Gymnasium (Lycée), wo sie auch ihren Schulausschluss machte. Bereits hier kam sie mit dem Marxismus in Berührung. Ab 1940 war sie eine der ersten Frauen, die an der Universität Kairo Kunst studierten. Über ihren Lehrer Kamel el-Tilmisani, einen der Gründer der Gruppe Art et liberté, kam sie in Kontakt mit dem Surrealismus, der sie ab diesem Zeitpunkt stark beeinflusste. Ihre „surrealistische Phase“ dauerte etwa bis 1952 und sie beteiligte sich ab 1942 an den Ausstellungen von Art et liberté. Die Gruppe setzte sich sehr divers zusammen – beteiligt waren Kunst- und Literaturschaffende sowie andere Intellektuelle, zu denen auch viele Frauen gehörten und die durch Zusammenarbeit mit Künstlerinnen wie etwa Lee Miller internationale Beziehungen pflegten. Man hob sich vom klassischen Kunstestablishment ab und behandelte soziale Themen, Bildung, Frauenrechte und die Folgen des Krieges. Inji Efflatoun wurde in den Folgejahren Schülerin von Margo Veillon und arbeitete mit dem Maler Hamed Abdallah zusammen.
Als politische und feministische Aktivistin war sie außerdem seit 1942 Mitglied der kommunistischen Organisation Iskra, gründete 1945 eine Frauengruppe an der Universität mit und reiste im selben Jahr als ägyptische Vertreterin zum Internationalen Frauenkongress in Paris. Ende der 1940er Jahre veröffentlichte sie antikoloniale linke Texte gegen die Unterdrückung des Proletariats und für die Gleichstellung der Geschlechter. 1950 trat sie der Ägyptischen Feministischen Union (EFU) bei und engagierte sich in weiteren Organisationen und bei anderen – auch militanten – Aktivitäten.
Anfang der 1950er Jahre wurden ihre künstlerischen Arbeiten politischer – sie bereiste das ländliche Ägypten und porträtierte die Fellahin und Frauen aus der arbeitenden Klasse, andere Bilder hatten Episoden der englischen Besatzung zum Thema, etwa der so genannte Zwischenfall von Dinschawai. In dieser Zeit erwarb sie zunehmend Anerkennung in der ägyptischen und internationalen Kunstwelt: nach ihrer ersten Einzelausstellung in Kairo war sie 1952 auf der Biennale di Venezia und 1953 auf der Biennale von São Paulo vertreten. Eine Freundschaft entwickelte sie mit dem gut vernetzten mexikanischen Maler David Alfaro Siqueiros; auf dessen Einfluss ist möglicherweise ihre Hinwendung zu einem dem Sozialistischen Realismus nahestehenden Stil zurückzuführen.
Unter der Präsidentschaft Gamal Abdel Nassers wurde sie im Rahmen einer antikommunistischen Verhaftungswelle 1959 festgenommen und viereinhalb Jahre in einem geheimen Lager inhaftiert – wo sie weiter malen konnte und dies auch intensiv tat. Nachdem sie im Juli 1963 entlassen worden war, wandte sie sich vom Sozialistischen Realismus ab und entwickelte einen leichteren, strukturierteren Stil.
Ab dieser Zeit widmete sie sich primär ihrer künstlerischen Tätigkeit – sie stellte in Kairo, Paris, Venedig, Deutschland, Polen, Bulgarien und Kuwait aus. Als die UNO 1975 die Dekade der Frau ausrief, gehörte sie zu den Kuratorinnen der großen Ausstellung „Egyptian Women Painters over Half a Century“.
Vom französischen Kulturministerium wurde sie 1985 mit dem Orden Arts et des Lettres ausgezeichnet. Bevor sie ihr letztes größeres Projekt, die Veröffentlichung ihrer Memoiren, abschließen konnte, starb sie im April 1989 unerwartet in Kairo.

## Werk
Efflatouns surrealistisches Frühwerk war noch stark von ihrem Lehrer Kamel el-Tilmisani und Art et liberté beeinflusst. Später näherte sie sich durch ihr politisches Engagement in Richtung Sozialkritik stilistisch dem Sozialistischen Realismus an. Die Arbeiten aus der Zeit ihrer Inhaftierung zeigen den Gefängnisalltag der Frauen, sie sind „eine visuelle Aufzeichnung des al-Qanatir-Frauengefängnisses“. Die Motive bewegten sich aber auch weg vom Düsteren, hin zu klareren Farben und symbolischeren Motiven. Wieder in Freiheit, entwickelte sie einen farbigeren, dynamischeren Stil, im Spätwerk dann noch schlichter und mit mehr Weißraum auf der Leinwand.

## Ausstellungen (Auswahl)
- 1942/1943: Art et Liberté, Kairo, Ägypten[4]
- 1952: Erste Einzelausstellung, Galerie Adam, Kairo, Ägypten[4]
- 1952: Biennale di Venezia[8]
- 1953: Biennale von São Paulo, Brasilien[9]
- 1958: Biennale von Alexandria, Ägypten[4]
- 1975: (Ten) Egyptian Women Painters over Half a Century, Kairo, Ägypten (Teilnahme als Künstlerin und Kuratorin)[6]
- 1981: Ägyptische Akademie, Rom, Italien[4]

- 2014: Inji’s World (Retrospektive), Safar Khan Gallery, Kairo[10]

## Werke in öffentlichen Sammlungen
- Gezira Center for Modern Art (Staatliche Sammlung moderner Kunst), Kairo[11]
- Arabisches Museum für moderne Kunst (MATHAF), Doha, Katar[3]
- Amir Taz Palace, Kairo (mehr als 80 Werke und Teile des Nachlasses)[3]
- Barjeel Art Foundation, Schardscha, Vereinigte Arabische Emirate[12]

## Publikationen
- Thamanun milyun imraa ma'ana (80 Million Women With Us), Vorwort von Dr. Taha Hussein, 1948.
- Nahnu al-nisa al-misriyyat (We the Egyptian Women), Vorwort von Abdel Rahman El Rafe, 1949.